# Христо Огнянов
 Тази статия е за българския поет.  За сръбския просветен деец вижте Христо Огнянов (учител).  
Христо Дамянов Огнянов е български поет и публицист.

## Биография
Роден е на 29 декември 1911 година в село Тресонче, Дебърско, днес в Северна Македония. Брат е на архитект Борис Огнянов, близък на Иван Михайлов и загинал край Костур през септември 1944 година. През 1926 година се мести от Скопие в Стара Загора, където завършва гимназия. Следва право и държавностопански науки в Софийския университет. Издава първата си стихосбирка „Южни ветрове“ през 1936 г. Пише във вестник „Стожер“.
След 1944 година е преследван от новите власти и емигрира на Запад. Работи в радиата „Гласът на Америка“ и „Свободна Европа“. Папа Йоан Павел II го благославя и му връчва папска грамота. Международната академия в Париж му връчва златен медал и диплом. Христо Огнянов отхвърля тезата за съществуването на македонски език и македонска нация, третирайки ги като вдъхновени от Великосръбските шовинисти, начело със Стоян Новакович, Йован Цвиич и Александър Белич и възприети като теория и създадени от сърбокомунистите като План Б в замяна на провалената пряка насилствена сърбизация на македонските българи. 
Христо Огнянов е член на ЦК на ВМРО – Иван Михайлов и емигрант след комунистическия преврат. Христо Огнянов има добра репутация на журналист, работил като преподавател по славянски литератури в Мюнхенския университет, Западна Германия. Огнянов е секретар на Иван Михайлов в Загреб през периода 1943-1945 година. Неговата сестра Олга Огнянова през 1970 г. посетила Чехия, там получила книгата на Христо Огнянов на немски език.
Умира на 26 февруари 1997 г.

## За него
- Maria Petrov-Slodnjak. Christo Ognjanoff: ein Leben für Bulgarien. Salzburg, 1991
- Георги М. Григоров. Христо Огнянов – един живот за България: половин век творчество в изгнание. София: Нар. библиотека „Св. св. Кирил и Методий“, 1998
- Бойко Киряков. Христо Огнянов. Биография. София: Гутенберг, 1999